# Réti István (festő)

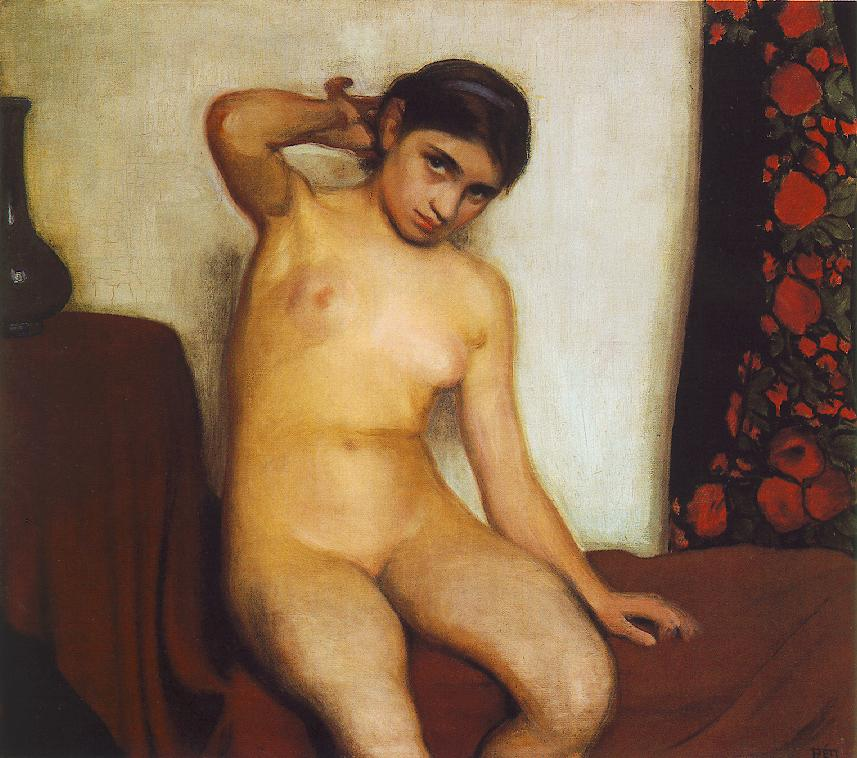
Cigánylány, 1912

Réti István, született Viser István (Nagybánya, 1872. december 16. – Budapest, 1945. január 17.) magyar festő és grafikus, a nagybányai művésztelep egyik alapító tagja, rajz- és festőmester, művészettörténész és a művészettörténet tanára.

## Élete és munkássága

### Nagybányán (1872-1912)
Édesapja, Réti (Viser) Alajos kincstári főerdész volt, szerette a könyveket, maga is rajzolgatott, édesanyja, nagynénje is értelmiségi családból származott, az ő körükben nevelkedett. Édesapját korán elvesztette, anyja egy kis ház kiadásának béréből nevelte a gyermekeit.
A gimnáziumi érettségi után 1890-ben beiratkozott a Mintarajziskolába, ahol Greguss János tanítványa lett. Az ott töltött néhány hónap múltán Hollósy Simon híre vonzotta, s elutazott Münchenbe. Hollósy mellett tanult két évet, majd Párizsban a Julián Akadémián tanult hat hónapig. Példaképének Jules Bastien-Lepage-t tekintette, aki az emberi érzések és a táj hangulati egységének megragadására törekedett. Párizsból hazament Nagybányára, s ott festette meg első sikeres képét, a Bohémek karácsony estje idegenben címűt. A Műcsarnok 1893-i téli tárlatán e műnek nagy sikere lett, a Képzőművészeti Társulat megvette a Magyar Nemzeti Múzeum Képtára számára.
1894-ben Lyka Károly ösztönzésére Olaszországba utazott, legelső olasz útjának terméke a Kossuth Lajos a ravatalon c. grafika és festmény. Az történt, hogy Kossuth Lajos halálhírére Lyka Károllyal együtt Torinóba siettek, ahol Réti engedélyt kapott arra, hogy a ravatalon nyugvó Kossuthot lefesse. Nagyon jól sikerült a rajz, finom és őszinte hangú, a friss fájdalom és a csendes belenyugvás érzését sugározza. A festett képnek dokumentumértéke is nagy, mégis több évtizeden át alkotója magánál tartotta, nyilván kegyeletből. Ma a rajzot is és a grafikát is a Magyar Nemzeti Galéria őrzi.
Következő jelentős képe, a Gyötrődés is szépia tónusban készült 1894-ben, lámpavilágítás mellett. Réti sajátosan egyéni lelkiállapotot ábrázol e képen, az egyéni vívódás szubjektív érzését. Egy férfi az ágyán ül, egyik karjára könyökölve, nem tud pihenni, töpreng valamin, ég a lámpa az ágya mellett. E képet 1894–95 telén állították ki a Műcsarnokban, a Képzőművészeti Társulat később vásárolta meg, olyan indokkal, hogy hasonló zsánerű képet már vásároltak tőle.
A nagybányai festők első budapesti kiállításán, 1897-ben Hajnali hangulat című képével szerepelt. Témája: Beteg bányászt támogat egy asszony a nagybányai reggeli szürkületben. A betegség, elesettség érzetét a táj hangulata is sugallja. Több változatban is megfestette e képet. Lassan kibontakozik Rétinél a nagybányai plein air és az érzelmek ábrázolásának összhangja. Portréfestéssel is foglalkozott, miniatúrákat festett. Illusztrációkat rajzolt és festett Kiss József költeményeihez, majd 1898–99-ben megfestette Jókai Mór, Herczeg Ferenc, Bródy Sándor arcképét.
1899-ben fejezte be a fő művének tartott Honvédtemetés című képét. Megható az 1848–49-es forradalom és szabadságharc volt idős katonáinak gyászmenete, élen a 48-as zászlóval; ekkoriban sok volt honvédet temettek. A kép témáját minden bizonnyal még Kossuth halálának megrendítő élménye ihlette. A Hollósy által kijelölt ösvényen haladt, emberi érzéseket, hangulatokat ábrázolt, egy kicsit másként, szubjektívebben. Nála a táj is a lelki állapot tükre. A Honvédtemetés eredetileg a marosvásárhelyi Kultúrpalotában volt elhelyezve, a második világháború alatt hozatta Budapestre maga a festö, így került a Magyar Nemzeti Galériába.
Napos táj, boglyákkal című festménye emlékeztet Hollósy azonos témájú festményeire és arra a tájra, amelyet ma is láthatunk erdélyi útjaink során. Réti egyik tanítványa, Börtsök Samu kifejezetten a nagybányai táj boglyafestőjeként ismert. Az emberi hangulatok és a fény-árnyék hatások összekapcsolása kiválóan sikerült Réti Öregasszonyok c. képén is 1900-ban. Az szobasarokban, az asztalnál ülő és foglalatoskodó öregasszonyokra rávetülnek a nap sugarai, megvilágítva azok életrevalóságát, elevenségét, derűjét. A századforduló terméséből talán mégis legszebb az Édesanyám arcképe c. festmény a maga bensőségességével, de elmélyült emberábrázolásról, biztos kompozícióteremtő képességről tanúskodnak további, az 1900-as években festett alkotásai is, alkotói ereje teljében mutatják a szerzőt.
1902-ben a nagybányai művésztelep első mestere, Hollósy Simon Técsőre távozott és megalakult a Nagybányai Szabadfestő Iskola, amelynek egyik vezetője Réti István lett. 1904-ben bécsi tanulmányútra, 1906–07-ben Fraknói ösztöndíjjal Rómába utazott. 1904–07 között sokat foglalkoztatta a Krisztus az apostolok közt képterv, ehhez számos sikeres vázlatot készített, ezekből lett aztán az az 1905-ös kép, amit Agitátor néven mutatott be és amely az István Király Múzeumban található Székesfehérvárott.
Kiemelkedő, ha ugyan nem a legsikerültebb alkotása Rétinek a Kenyérszelés c. 1906-ból való műve, színekben, fényekben és árnyakban gazdag és összehangolt, kompozíciójában kiforrott alkotása. Nem sokszor került a közönség elé, változatai még most is vannak magántulajdonban. Réti talán ezt is magának tartogatta, (mint ahogyan korábban a Kossuth a ravatalon c. képét). A képen egy szelíd, munkában agyonhajszolt idős asszony nyugodt tempóban szeli a kenyeret. Maga a téma is megható, mindennapi kenyerünk, amelyből sokaknak oly kevés jut.
A Tájkép alakkal és a Szobabelső c. kompozíciói szintén a színek összhangját, a fény-árnyék hatások kompozíciós szerepét, a festői eszközök alkalmazásának mesterségbeli tudását mutatják. Számos tájképet (Árokpart, Szilvás), enteriőrt, arcképet (Kiss Lajos arcképe 1915), életképet (Kaszáló ember, 1915, Idill), aktot festett (ez utóbbira példa a Fürdő nők kétalakos képe, vagy a Cigánylány 1912-ből). A festészet számos műfajában kipróbálta magát, mint a legtöbb kiváló festő. Egyre többet töprengett, lassan készültek képei, szinte valamennyi esetben sok vázlatot, több variációt festett meg ugyanabban a témában.

### Budapesten (1913-1945)
Az 1910-es évektől egyre kevesebbet festett, de annál buzgóbban tanított a nagybányai iskolában, korrigálta a fiatal művészek munkáit. 1913-tól meghívták óraadó tanárnak a budapesti Képzőművészeti Főiskolára, ezért Pestre költözött, de minden nyarat Nagybányán töltött, festeni igazán csak szülővárosában tudott. Megviselte édesanyja 1918-ban bekövetkezett halála.
A Tanácsköztársaság idején a képzőművészek szakszervezetében dolgozott, annak bukása után Lyka Károly oldalán kivette részét a képzőművészeti főiskola reformjainak kidolgozásában. 1923-tól 1938-as nyugdíjazásáig rendes tanárként oktatott a Képzőművészeti Főiskolán, ahol többek között Szabados Jenő volt a tanítványa. 1928–35 között a főiskola rektora volt. Filozófiai, művészetelméleti kutatásokat folytatott, megírta A nagybányai művésztelep történetét, legbehatóbban Hollósy Simon és Ferenczy Károly festői munkásságát dolgozta fel. Életében nem adták ki ezt a könyvét, de már a kéziratra megkapta 1941-ben a Baumgarten-díjat. 1942-ben szülővárosa, Nagybánya választotta díszpolgárává.
A nagybányai művésztelep c. kézirata könyv formájában majd csak 1954-ben jelenhetett meg, de sajnos akkor sem teljesen, az aktuális diktatúrának nem tetsző fejezeteket ki kellett hagyni. A teljes Réti kézirat 1994-ben és 1996-ban jelent meg, ez utóbbiakat érdemes tanulmányozni. A pedagógiai, esztétikai, művészettörténeti írásai mellett érdemes nyomon követni Réti tanárkorszakának festményeit, rajzait, vázlatait.
Nemzeti hagyományaink ápolása szempontjából figyelemre méltó az 1931-ben készült egész alakos Kossuth-képe. E képet is több változatban festette meg. Az első változaton Kossuth int nekünk a jobb kezével, talán búcsúzik, a végleges változaton jobb kezét a szívére teszi, ezzel az igaz hazafiságot sugallja a nézőnek. Igen különös, hogy bár megrendelésre készült a kép, de Réti nem heroizál, de nem is deheroizálja Kossuth Lajost, az embert és a hazafit állítja elénk.
Réti 1938-ban nősült, Szlezják Irént vette feleségül, megértő és hű társat talált benne. A második világháború utolsó éveiben életük viszontagságos volt. Rétiék Bajnok utcai lakását bombatalálat érte, Réti könyveinek, képeinek, vázlatainak nagyobb része elpusztult. Amijük megmaradt, azzal újabb lakásba menekültek, majd azt a lakást is bombatalálat érte. Réti közben egyre többet betegeskedett, szenvedéseitől 1945. január 17-én váltotta meg a halál. Ideiglenesen csak a Liszt Ferenc tér rögtönzött sírjába lehetett eltemetni, majd a háború után kapott díszsírhelyet a Kerepesi temetőben.
Réti István a festészetben, a grafikában, a művészettörténetben és a művészetpedagógiában egyaránt maradandót alkotott. Igazolják őt vázlatai, kiérlelt festményei és művészetkritikai, művészettörténeti írásai, kortársainak, tanítványainak megemlékezései.

## Ismertebb festményei

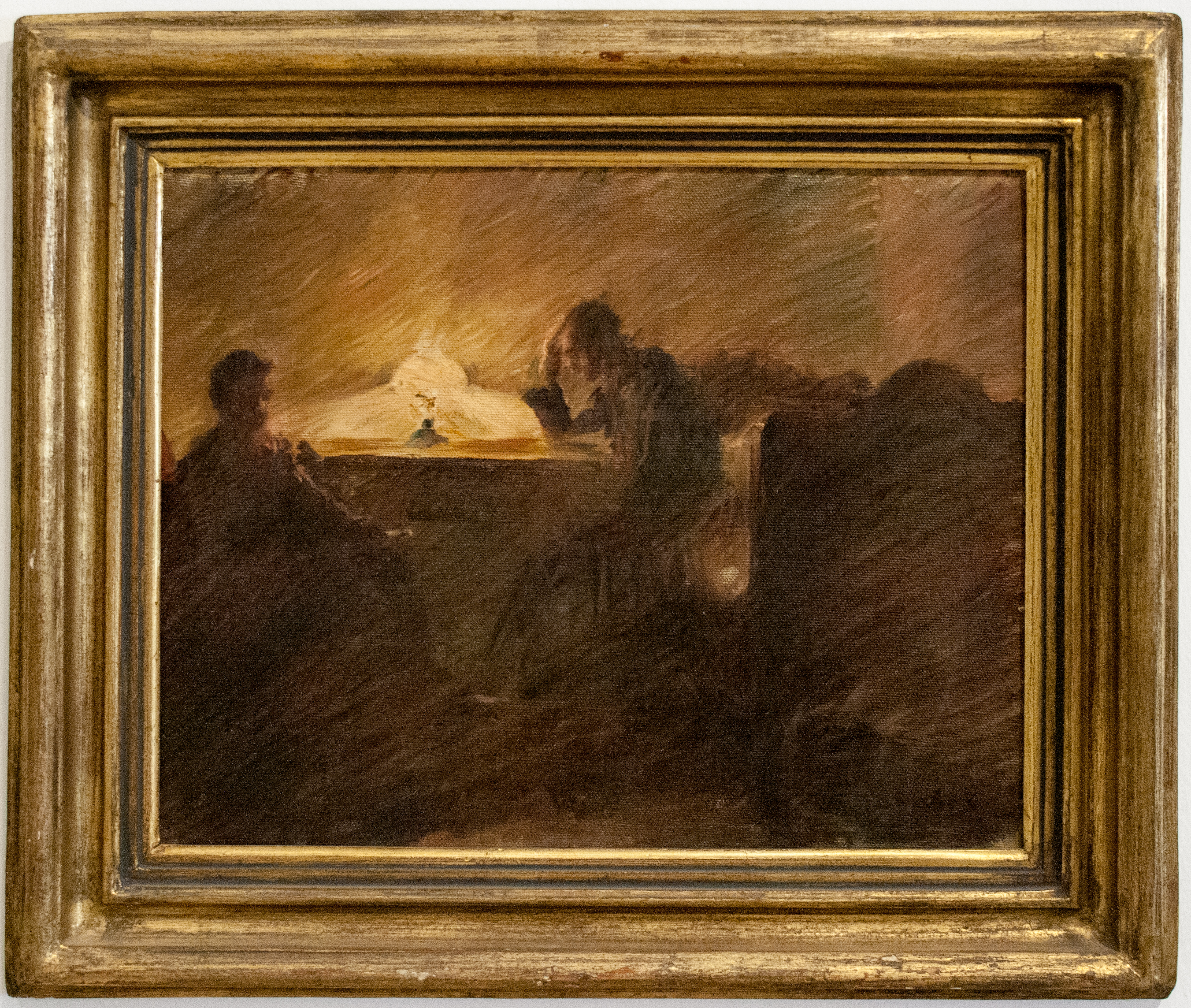
Bohémek karácsonyestje idegenben

- Bohémek karácsonyestje idegenben (1893) olaj, vászon, 145 x 122 cm (MNG)
- Lány Párizsból (1893) olaj, vászon (MNG)
- Kossuth Lajos a ravatalon (1894) olaj, vászon, 54x74 cm (MNG)
- Gyötrődés (1894) (Győrben?)
- Bródy Sándor: Ezüst kecske c. művének illusztrációi (1896)
- Kiss József verseit illusztráló rajzok, festmények (1896–97)
- Hajnali hangulat (II. változat) (1897) olaj, vászon, 130,3x120,2 cm (MNG)
- Önarckép (1898) olaj, vászon, 76,5 x 52 cm (Történelmi Képcsarnok)
- Bródy Sándor arcképe (1898–99)
- Herczeg Ferenc arcképe (1898–99)
- Jókai Mór arcképe (1898–99)
- Honvédtemetés (1899) olaj, vászon, 196 x 226 cm (MNG)
- Napos táj, boglyákkal (1900) olaj, vászon, 78,5x68 cm (magántulajdonban)
- Öregasszonyok (1900) olaj, vászon, 79,5x65,3 cm (MNG)
- Édesanyám arcképe (1900–1902) olaj, vászon 100x87 cm (MNG)
- Agitátor (1905) olaj, vászon 66x68 cm (István Király Múzeum, Székesfehérvár)
- Kenyérszelés (1906) olaj, vászon, 54 x 65 cm (Janus Pannonius Múzeum, Pécs)
- Tájkép alakkal (1906) olaj, vászon, 60 x 75 cm (MNG)
- Délutáni napsütés (Dátum nélkül)
- Szobabelső (1908) olaj, vászon 100x80 cm (A marosvásárhelyi múzeum tulajdona)
- Cigánylány (1912) olaj, vászon, 80,5 x 91 cm (MNG)
- Nagybánya (Árokpart címen is emlegetik) (1918) olaj, fa, 54 x 68 cm (JPM)
- Önarckép (1920) olaj, vászon, 45 x 61,5 cm (MNG)
- Kossuth Lajos egész alakos képe (1931) olaj, vászon, 255 x 163 cm (MNG)
- Önarckép (1935) olaj, vászon, 50,5x40,5 cm (MNG) (1935)

## Társasági tagság

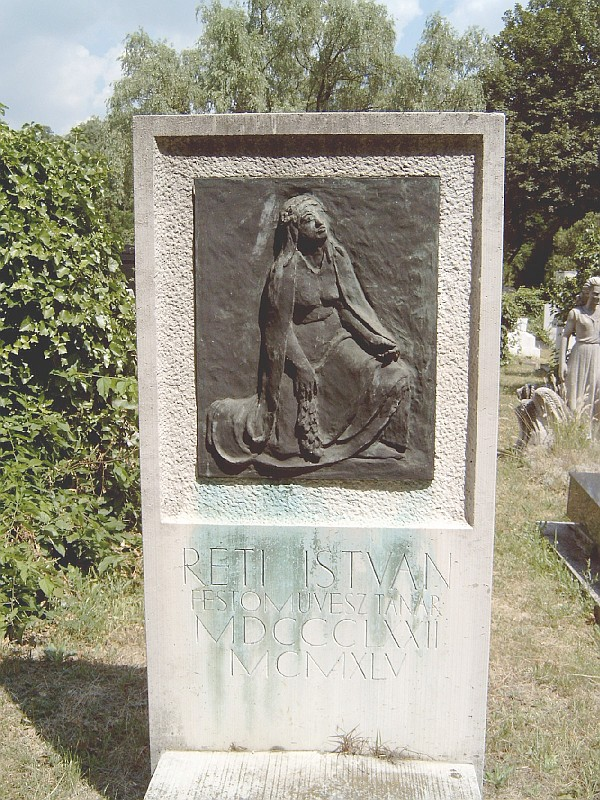
Réti István sírja Budapesten. Kerepesi temető 34-2-29. Ferenczy Béni alkotása.

- MIÉNK
- Nagybányai Festők Társasága (NFT)
- Szinyei Merse Pál Társaság

## Kötetek
- A nagybányai jubiláris képkiállítás illusztrált katalógusa. 1912; összeáll. Börtsök Samu, Réti István; Nánásy, Nagybánya, 1912
- Hollósy Simon, 1857–1918. Budapest : Amicus Kiadó, 1927. 29 o., 10 t. (Magyar művészeti könyvtár ; 6–7.)
- A művészet és a természet; Attila Ny., Bp., 1932
- Képalkotó művészet; Vajna-Bokor, Bp., 1944
- A nagybányai művésztelep. Budapest : Képzőművészeti, 1954. 355 o. 80 t.
- A nagybányai művésztelep. Budapest : Kulturtrade Kiadó, 1994. ISBN 9637826351 (újabb kiadása: 1996)